# Polonia Nowe Kramsko
Polonia Nowe Kramsko – polski klub piłkarski, który swoją siedzibę ma w Nowym Kramsku i został założony w 1923 roku.

## Historia klubu
Klub został założony w 1923 roku pod nazwą „Polonia” Nowe Kramsko. W sezonie 1961/1962 zespół osiągnął swój największy sukces – wystąpił w rozgrywkach zielonogórskiej Ligi Okręgowej, która była III poziomem rozgrywkowym, klub zajął 13. miejsce. Od 2003 roku do 2020 drużyna występowała w rozgrywkach Klasy B, a w 2021 roku zespół wywalczył awans do Klasy A.

## Sukcesy
- 13. miejsce w zielonogórskiej Lidze Okręgowej (III poziom): 1961/1962[2]

## Stadion
Polonia rozgrywa mecze na stadionie w Kolesinie, który leży pomiędzy Kolesinem a Nowym Kramskiem. Dane techniczne obiektu:
- pojemność: 500 miejsc (w tym 120 siedzących)
- oświetlenie: brak
- wymiary boiska: 107 m x 71 m